# Dedazo
Dedazo (letterlijk: grote vinger) was in Mexico de benaming voor het systeem waarbij de zittende president de presidentskandidaat voor de regeringspartij aanwees. Aangezien de regerende Institutioneel Revolutionaire Partij (PRI) van 1929 tot 2000 regeerde, betekende dit in feite dat de president zijn opvolger aanwees.
In 1999 kwam er een einde aan de dedazo, omdat het steeds meer als ondemocratisch en corrupt werd ervaren. President Ernesto Zedillo besloot zijn opvolger niet aan te wijzen, maar besloot dat de PRI-kandidaat door voorverkiezingen bepaald zou worden. De PRI-leden kozen Francisco Labastida als kandidaat, die het in 2000 opnam tegen oppositiekandidaat Vicente Fox. Labastida verloor de verkiezingen waardoor Fox de eerste niet-PRI president in 71 jaar werd.